# Draba subalpina
Draba subalpina là một loài thực vật có hoa trong họ Cải. Loài này được Goodman & C.L.Hitchc. mô tả khoa học đầu tiên năm 1932.